# 广州港
广州港集团有限公司（上交所：601228），简称广州港，位于广州市行政辖区内珠江沿岸，距珠江入海口虎门约40海里，是中国大陆最重要的沿海和内河交通运输枢纽之一。

## 概述
在公元前2世纪就作为对外贸易和文化交流的口岸开始繁荣，是古代大中华海上丝绸之路的起点之一；唐宋时期“广州通海夷道”为世界上最长的远洋航线。鸦片战争后，外商在南河道两岸、广州地方业主在东河道长堤一带，先后修建一些码头和货栈，成为中国第一大港。
中华人民共和国建立后，接管了外资和私人经营的码头、仓库，并着手兴建黄沙码头。第一个五年计划期间，改造了长堤一带小码头。20世纪50年代后期开始新建新风、东风装卸作业区和沥滘、员村码头；改建、扩建河南、芳村装卸作业区及港澳、沿海客运站。广州原本分为内港跟外港，在1986年之前广州分别有广州港务局（管辖内港）跟黄埔港务局（管辖外港）。到了1987年12月，广州港务局跟黄埔港务局合并，成为原广州港和黄埔港的统称，归属新组成的广州港务局。
广州港已成为中国大陆继上海港、深圳港之后的第三个突破千万箱的集装箱大港，并进入世界十大集装箱港口行列。

## 港口列表
- 黄埔港——分旧港和新港

旧港码头： 永业、嘉利、 旧港大码头、 乌冲 、广裕码头（庙沙围） 、集通、庙头（太平洋、建翔）
新港码头： 集司、东江仓（东江外运码头）、穗港、全通（省农资仓）、市港澳（东江口）、广保通
- 广州内港：

新风港（现主要做进口，出口比较少船东走）、窖心码头、洲头咀码头、芳村码头
- 番禺区码头：莲花山港
- 南沙老港码头（南伟码头、东发码头）
- 南沙新港——广州新的海港码头，分为南沙一期和南沙二期[3]，位於深圳港福永碼頭對岸，並包括黃田1及2號錨地（黃田3號錨地則屬深圳港）。